# Người Canada gốc România
Người Canada gốc România là công dân Canada có nguồn gốc từ người România hoặc người gốc România cư đang trú tại Canada.
Theo  Dữ liệu điều tra dân số Canada năm 2016, có khoảng 240.000 người Canada gốc Romania. Một số nguồn ước tính rằng con số này có thể cao tới k. 400.000 người Canada có hoàn toàn hoặc một phần tổ tiên Romania.